# Hot N Cold
Hot N Cold is de tweede single van Katy Perry, afkomstig van haar album One of the Boys. Het nummer werd in Nederland, net als voorganger "I Kissed A Girl" verkozen tot Alarmschijf door Radio 538. Ook is het, net als de voorganger, een nummer-1 hit in Nederland. Het nummer gaat over de irritatie van een vrouw (Perry) over haar vriend die niet kan kiezen.

## Videoclip
De videoclip werd opgenomen in Los Angeles, begin september en ging in première op 1 oktober 2008 op de website MySpace.
De clip begint op een bruiloft, tijdens het jawoord van Katy Perry en haar bijna-man Alexander. Hij geeft echter geen antwoord en denkt (te) lang na. Een leuk detail is dat een van de bruidsmeisjes eigenlijk een man is. Vervolgens begint Perry het nummer te zingen, terwijl de hele zaal meeswingt. Alexander gaat ervandoor, maar Perry achtervolgt hem door de hele stad en beledigt hem. Aan het einde van het nummer loopt de zangeres richting Alexander met een zebra en blijkt het allemaal niet echt gebeurd, maar iets wat zou kunnen gebeuren wanneer de bruidegom zou hebben getwijfeld. De zebra staat hier voor de bruidegom, die niet kan kiezen ("it's black then it's white" zoals Perry ook zingt in het refrein). Aan het einde van de clip geeft ook Alexander zijn jawoord, tot grote opluchting van Perry en alle andere genodigden. Blij rennen ze de kerk uit.

## Tracklist

### Remix Promo cd-single
1. "Hot N Cold" (Album Version) - 03:44
2. "Hot N Cold" (Main Instrumental) - 03:43
3. "Hot N Cold" (Main A Cappella) - 03:35
4. "Hot N Cold" (Rock Mix) - 03:42
5. "Hot N Cold" (Innerpartysystem Remix) - 04:40
6. "Hot N Cold" (Bimbo Jones Remix Radio Edit) - 03:52
7. "Hot N Cold" (Manhattan Clique Remix Radio Edit) - 03:54
8. "Hot N Cold" (Jason Nevins Remix Edit) - 03:58

### Cd-single
1. "Hot N Cold" (Album Version) - 03:44
2. "Hot N Cold" (Innerpartysystem Remix) - 04:40

## Hitnotering
| "Hot N Cold" in de Nederlandse Top 40 - binnen: 01-11-2008 | "Hot N Cold" in de Nederlandse Top 40 - binnen: 01-11-2008 | "Hot N Cold" in de Nederlandse Top 40 - binnen: 01-11-2008 | "Hot N Cold" in de Nederlandse Top 40 - binnen: 01-11-2008 | "Hot N Cold" in de Nederlandse Top 40 - binnen: 01-11-2008 | "Hot N Cold" in de Nederlandse Top 40 - binnen: 01-11-2008 | "Hot N Cold" in de Nederlandse Top 40 - binnen: 01-11-2008 | "Hot N Cold" in de Nederlandse Top 40 - binnen: 01-11-2008 | "Hot N Cold" in de Nederlandse Top 40 - binnen: 01-11-2008 | "Hot N Cold" in de Nederlandse Top 40 - binnen: 01-11-2008 | "Hot N Cold" in de Nederlandse Top 40 - binnen: 01-11-2008 | "Hot N Cold" in de Nederlandse Top 40 - binnen: 01-11-2008 | "Hot N Cold" in de Nederlandse Top 40 - binnen: 01-11-2008 | "Hot N Cold" in de Nederlandse Top 40 - binnen: 01-11-2008 | "Hot N Cold" in de Nederlandse Top 40 - binnen: 01-11-2008 | "Hot N Cold" in de Nederlandse Top 40 - binnen: 01-11-2008 | "Hot N Cold" in de Nederlandse Top 40 - binnen: 01-11-2008 | "Hot N Cold" in de Nederlandse Top 40 - binnen: 01-11-2008 | "Hot N Cold" in de Nederlandse Top 40 - binnen: 01-11-2008 | "Hot N Cold" in de Nederlandse Top 40 - binnen: 01-11-2008 | "Hot N Cold" in de Nederlandse Top 40 - binnen: 01-11-2008 |
| Week                                                       | 1                                                          | 2                                                          | 3                                                          | 4                                                          | 5                                                          | 6                                                          | 7                                                          | 8                                                          | 9                                                          | 10                                                         | 11                                                         | 12                                                         | 13                                                         | 14                                                         | 15                                                         | 16                                                         | 17                                                         | 18                                                         | 19                                                         |                                                            |
| ---------------------------------------------------------- | ---------------------------------------------------------- | ---------------------------------------------------------- | ---------------------------------------------------------- | ---------------------------------------------------------- | ---------------------------------------------------------- | ---------------------------------------------------------- | ---------------------------------------------------------- | ---------------------------------------------------------- | ---------------------------------------------------------- | ---------------------------------------------------------- | ---------------------------------------------------------- | ---------------------------------------------------------- | ---------------------------------------------------------- | ---------------------------------------------------------- | ---------------------------------------------------------- | ---------------------------------------------------------- | ---------------------------------------------------------- | ---------------------------------------------------------- | ---------------------------------------------------------- | ---------------------------------------------------------- |
| Positie                                                    | 22                                                         | 13                                                         | 4                                                          | 3                                                          | 3                                                          | 2                                                          | 2                                                          | 2                                                          | 2                                                          | 1                                                          | 1                                                          | 3                                                          | 4                                                          | 5                                                          | 11                                                         | 14                                                         | 21                                                         | 27                                                         | 38                                                         | uit                                                        |

| "Hot N Cold" in de Nederlandse Single Top 100 - binnen: 22-11-2008 | "Hot N Cold" in de Nederlandse Single Top 100 - binnen: 22-11-2008 | "Hot N Cold" in de Nederlandse Single Top 100 - binnen: 22-11-2008 | "Hot N Cold" in de Nederlandse Single Top 100 - binnen: 22-11-2008 | "Hot N Cold" in de Nederlandse Single Top 100 - binnen: 22-11-2008 | "Hot N Cold" in de Nederlandse Single Top 100 - binnen: 22-11-2008 | "Hot N Cold" in de Nederlandse Single Top 100 - binnen: 22-11-2008 | "Hot N Cold" in de Nederlandse Single Top 100 - binnen: 22-11-2008 | "Hot N Cold" in de Nederlandse Single Top 100 - binnen: 22-11-2008 | "Hot N Cold" in de Nederlandse Single Top 100 - binnen: 22-11-2008 | "Hot N Cold" in de Nederlandse Single Top 100 - binnen: 22-11-2008 | "Hot N Cold" in de Nederlandse Single Top 100 - binnen: 22-11-2008 | "Hot N Cold" in de Nederlandse Single Top 100 - binnen: 22-11-2008 | "Hot N Cold" in de Nederlandse Single Top 100 - binnen: 22-11-2008 | "Hot N Cold" in de Nederlandse Single Top 100 - binnen: 22-11-2008 | "Hot N Cold" in de Nederlandse Single Top 100 - binnen: 22-11-2008 | "Hot N Cold" in de Nederlandse Single Top 100 - binnen: 22-11-2008 | "Hot N Cold" in de Nederlandse Single Top 100 - binnen: 22-11-2008 | "Hot N Cold" in de Nederlandse Single Top 100 - binnen: 22-11-2008 | "Hot N Cold" in de Nederlandse Single Top 100 - binnen: 22-11-2008 | "Hot N Cold" in de Nederlandse Single Top 100 - binnen: 22-11-2008 | "Hot N Cold" in de Nederlandse Single Top 100 - binnen: 22-11-2008 | "Hot N Cold" in de Nederlandse Single Top 100 - binnen: 22-11-2008 | "Hot N Cold" in de Nederlandse Single Top 100 - binnen: 22-11-2008 | "Hot N Cold" in de Nederlandse Single Top 100 - binnen: 22-11-2008 | "Hot N Cold" in de Nederlandse Single Top 100 - binnen: 22-11-2008 | "Hot N Cold" in de Nederlandse Single Top 100 - binnen: 22-11-2008 |
| Week                                                               | 1                                                                  | 2                                                                  | 3                                                                  | 4                                                                  | 5                                                                  | 6                                                                  | 7                                                                  | 8                                                                  | 9                                                                  | 10                                                                 | 11                                                                 | 12                                                                 | 13                                                                 | 14                                                                 | 15                                                                 | 16                                                                 | 17                                                                 | 18                                                                 | 19                                                                 | 20                                                                 | 21                                                                 | 22                                                                 | 23                                                                 | 24                                                                 | 25                                                                 |                                                                    |
| ------------------------------------------------------------------ | ------------------------------------------------------------------ | ------------------------------------------------------------------ | ------------------------------------------------------------------ | ------------------------------------------------------------------ | ------------------------------------------------------------------ | ------------------------------------------------------------------ | ------------------------------------------------------------------ | ------------------------------------------------------------------ | ------------------------------------------------------------------ | ------------------------------------------------------------------ | ------------------------------------------------------------------ | ------------------------------------------------------------------ | ------------------------------------------------------------------ | ------------------------------------------------------------------ | ------------------------------------------------------------------ | ------------------------------------------------------------------ | ------------------------------------------------------------------ | ------------------------------------------------------------------ | ------------------------------------------------------------------ | ------------------------------------------------------------------ | ------------------------------------------------------------------ | ------------------------------------------------------------------ | ------------------------------------------------------------------ | ------------------------------------------------------------------ | ------------------------------------------------------------------ | ------------------------------------------------------------------ |
| Positie                                                            | 8                                                                  | 5                                                                  | 8                                                                  | 7                                                                  | 12                                                                 | 11                                                                 | 11                                                                 | 12                                                                 | 11                                                                 | 13                                                                 | 19                                                                 | 24                                                                 | 34                                                                 | 31                                                                 | 40                                                                 | 44                                                                 | 46                                                                 | 45                                                                 | 72                                                                 | 54                                                                 | 48                                                                 | 57                                                                 | 70                                                                 | 67                                                                 | 81                                                                 | uit                                                                |

### NPO Radio 2 Top 2000
| Nummer met noteringen in de NPO Radio 2 Top 2000 | '09  | '10 | '11  | '12  | '13  |
| ------------------------------------------------ | ---- | --- | ---- | ---- | ---- |
| Hot N Cold                                       | 1746 | -   | 1209 | 1685 | 1380 |

1. ↑  Een '-' betekent dat het nummer niet was genoteerd en een vetgedrukt getal geeft de hoogste notering aan.
2. ↑  2009 was het eerste jaar met een notering voor dit nummer.
3. ↑  Deze tabel is bijgewerkt tot en met de laatste editie (2024).

## Trivia
- De Duitse band The Baseballs heeft het lied in 2010 gecoverd. Deze heeft in verschillende hitlijsten hoge posities behaald.
- De Oekraïense band Los Colorados bracht een polkaversie van het lied uit.
- Katy Perry heeft ook een versie voor de Sims 2 ingezongen in het Simlish.